# Eric J. Essene
Eric J. Essene (* 26. April 1939 in Berkeley; † 20. Mai 2010 in Ann Arbor) war ein US-amerikanischer Geologe und Petrograph.

## Werdegang
Essene studierte am Massachusetts Institute of Technology mit dem Bachelor-Abschluss 1961 und wurde 1967 an der University of California, Berkeley in Geologie promoviert. Als Post-Doktorand war er an der Universität Cambridge und 1968 bis 1970 an der Australian National University. 1970 wurde er Assistant Professor und später Professor an der University of Michigan.
Er befasste sich mit (chemischer) Thermodynamik von Erdkruste und Erdmantel und ist für Beiträge zur Petrographie metamorpher Gesteine bekannt, insbesondere auf Hinweise auf deren Bildungsbedingungen in der Erdkruste (Temperatur, Druck) und auf die Geschwindigkeit, mit der sie wieder an die Erdoberfläche befördert wurden. Insbesondere forschte er dazu in dem 1 Milliarde Jahre alten Kristallin des Grenville Mountain Belt (der sich von den Adirondack Mountains bis zum Nordosten der Labrador-Halbinsel erstreckt). Essene wirkte auch bei der Charakterisierung verschiedener Minerale mit und war Koautor der Erstbeschreibungen von Coskrenit-(Ce), Zugshunstit-(Ce) und Levinsonit-Y.
2010 erhielt er die Penrose-Medaille und 1991 die Bowen Medal der American Geophysical Union. 1993 erhielt er den ersten Sokal Award der University of Michigan für seine Lehre. 1981 wurde er Fellow der Mineralogical Society of America und 1991 der American Geophysical Union. Im Jahre 1987 benannten Donald R. Peacor und Michael A. Cosca ein neues, durch Pyrometamorphose gebildetes Pyroxenmineral von der Durham Ranch in Wyoming, Vereinigte Staaten, dessen erste Stufe er entdeckt hatte, ihm zu Ehren als Esseneit.